# Wilhelm Pichler (politik)
Wilhelm Pichler (30. ledna 1849 Šmídeberk – 11. listopadu 1901 Horn) byl rakouský právník a politik německé národnosti z Čech, v 2. polovině 19. století poslanec Říšské rady.

## Biografie
Vychodil gymnázium v Chomutově, pak studoval práva na Karlo-Ferdinandově univerzitě. Roku 1864 nastoupil v Praze jako konceptní praktikant. Potom byl advokátní koncipientem v Žatci. Od roku 1875 působil jako advokát v Jesenici. Roku 1886 přenesl svou advokátní praxi do Vídně.
Působil i jako poslanec Říšské rady (celostátního parlamentu Předlitavska), kam usedl v doplňovacích volbách roku 1886 za kurii městskou v Čechách, obvod Žatec, Postoloprty atd. Nastoupil 29. září 1886 místo Karla Pohnerta. Mandát obhájil ve volbách roku 1891. Slib složil 13. dubna 1891, rezignace na mandát byla oznámena na schůzi 22. října 1895. Ve volebním období 1885–1891 se uvádí jako Dr. Wilhelm Pichler, dvorní a soudní advokát, bytem Vídeň.
Politicky se profiloval jako německý liberál (tzv. Ústavní strana). Na Říšské radě se připojil k Deutscher Club (Německý klub). Později přešel do klubu Sjednocené německé levice. I ve volbách roku 1891 byl na Říšskou radu zvolen za klub Sjednocené německé levice.
Až do své smrti byl členem obecní rady v dolnorakouském Hornu. Zemřel v listopadu 1901.